# Bom Jesus (Rio Grande do Sul)
Bom Jesus é um município brasileiro do estado do Rio Grande do Sul. Localiza-se no nordeste do Estado, nos chamados Campos de Cima da Serra.

## História
Bom Jesus teve toda extensão do município primitivamente habitada por indígenas.

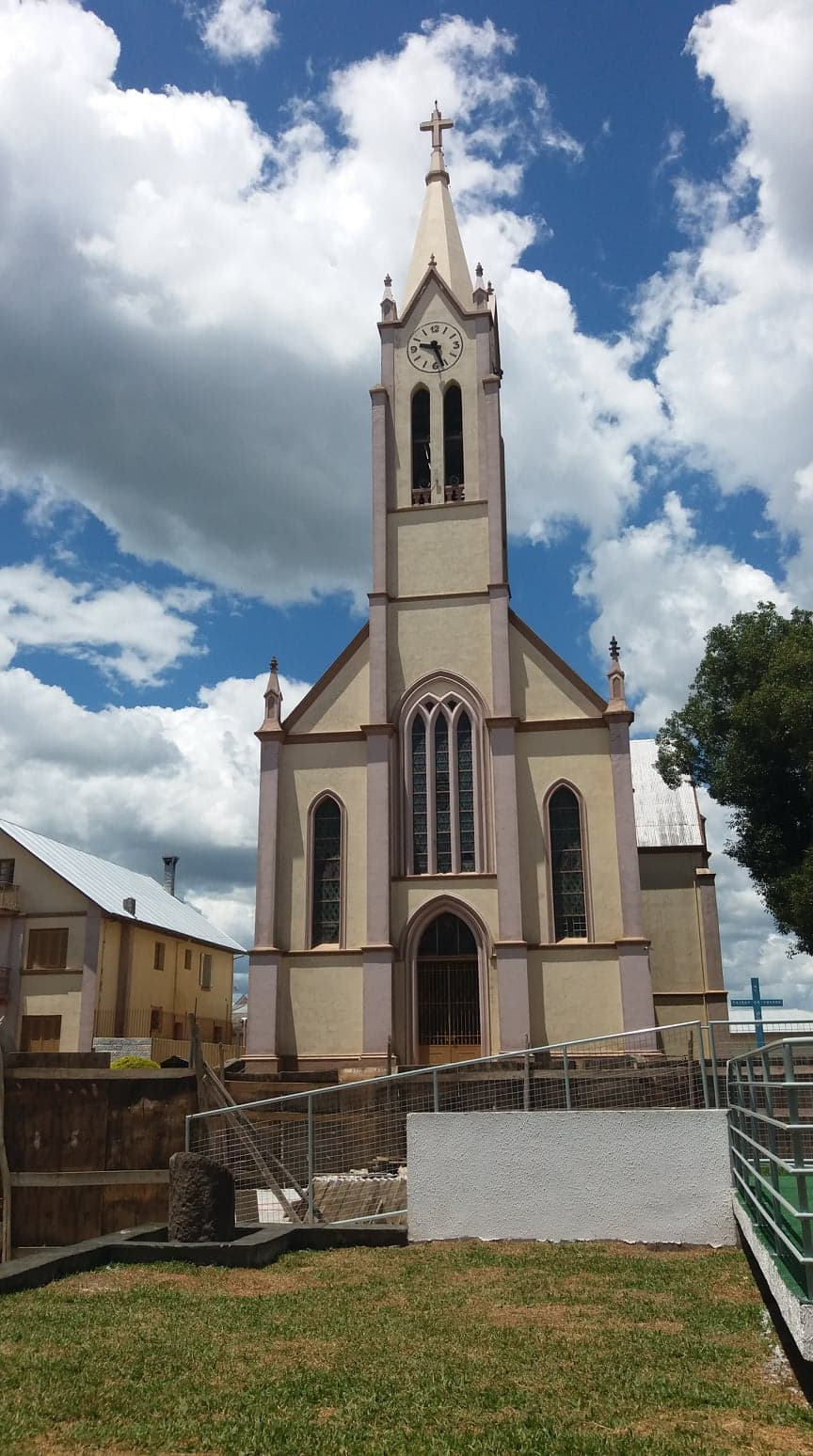
Igreja de Bom Jesus

Mais tarde vieram os primeiros bandeirantes paulistas e tropeiros sorocabanos que procuravam não só gado, como caminhos melhores entre São Paulo e Colônia de Sacramento. Muitos destes pioneiros instalaram-se com fazendas de criação.
Todo o território pertencia ao município de Santo Antônio da Patrulha e depois a Vacaria, e era conhecido como o Terceiro Distrito da Costa, devido a proximidade com o mar. A distância que separava o distrito de Vacaria era grande e os meios de transportes tão precários que o povo começou a lutar pela criação de uma capela em local mais próximo e acessível.
Bom Jesus foi criado em 21 de maio de 1878 como nome de Capela do Senhor Bom Jesus do Bom Fim (nome dado pelo dono das terras Manoel Silveira de Azevedo, o qual indo à Guerra do Paraguai, fez a promessa que se voltasse são e salvo, iria formar uma capela com este nome).
Em 16 de julho de 1913, o município emancipou-se através do Decreto de nº 2000, durante o governo de Antônio Augusto Borges de Medeiros. No ano de 1918, passou a categoria de Paróquia, pelo decreto de D. Miguel de Lima Valverde, bispo de Santa Maria.
O interesse político por Bom Jesus deu-se devido ao fato de haver no município o maior posto de arrecadação de impostos e controle do Governo Imperial, na província de São Pedro do Rio Grande, localizado no rio Pelotas, no chamado Passo de Santa Vitória. Passou a categoria de cidade em 1940.
As famílias colonizadoras vieram de diferentes regiões, trazendo consigo diversos costumes, hábitos e usos para o município.
Aos índígenas juntaram-se os portugueses, italianos, alemães e negros.
Pelos campos de Bom Jesus passaram grandes mártires em operação de guerra, como os farroupilhas: Anita Garibaldi, Bento Gonçalves, David Canabarro, entre outros.

## Geografia
Localiza-se a uma latitude 28°40'04" sul e a uma longitude 50°25'00" oeste, estando a uma altitude de 1054 metros.
Possui uma área de 2.633,8 km² e sua população estimada em 2019 foi de 11.349 habitantes.

## Clima
O clima de Bom Jesus é temperado (Cfb), com verões amenos, invernos relativamente frios e geadas frequentes. Pode nevar nos meses mais frios.
Segundo dados do Instituto Nacional de Meteorologia (INMET), referentes ao período de 1961 a 1964 e desde 1968, a menor temperatura registrada em Bom Jesus foi de −8 °C em 2 de agosto de 1991, contudo o recorde absoluto foi registrado antes desse período, em 1° de agosto de 1955, com mínima de −9,8 °C, sendo este o recorde de menor temperatura do Rio Grande do Sul. A temperatura máxima absoluta atingiu 34,2 °C em 22 de janeiro de 2022. O maior acumulado de precipitação em 24 horas chegou a 151,9 milímetros (mm) em 20 de setembro de 1969.
| Dados climatológicos para Bom Jesus                                                                                      | Dados climatológicos para Bom Jesus | Dados climatológicos para Bom Jesus | Dados climatológicos para Bom Jesus | Dados climatológicos para Bom Jesus | Dados climatológicos para Bom Jesus | Dados climatológicos para Bom Jesus | Dados climatológicos para Bom Jesus | Dados climatológicos para Bom Jesus | Dados climatológicos para Bom Jesus | Dados climatológicos para Bom Jesus | Dados climatológicos para Bom Jesus | Dados climatológicos para Bom Jesus | Dados climatológicos para Bom Jesus |
| Mês | Jan                                 | Fev                                 | Mar                                 | Abr                                 | Mai                                 | Jun                                 | Jul                                 | Ago                                 | Set                                 | Out                                 | Nov                                 | Dez                                 | Ano                                 |
| --- | ----------------------------------- | ----------------------------------- | ----------------------------------- | ----------------------------------- | ----------------------------------- | ----------------------------------- | ----------------------------------- | ----------------------------------- | ----------------------------------- | ----------------------------------- | ----------------------------------- | ----------------------------------- | ----------------------------------- |
| Temperatura máxima recorde (°C)                                                                                          | 34,2                                | 33,4                                | 32,6                                | 29,8                                | 28                                  | 26,4                                | 26,7                                | 29,6                                | 31,1                                | 32,2                                | 34                                  | 33,8                                | 34,2                                |
| Temperatura máxima média (°C)                                                                                            | 25,6                                | 25,4                                | 24,3                                | 21,8                                | 18,3                                | 17,1                                | 16,8                                | 19                                  | 19,6                                | 21,5                                | 23,3                                | 25,2                                | 21,5                                |
| Temperatura média compensada (°C)                                                                                        | 19,4                                | 19,2                                | 18                                  | 15,6                                | 12,3                                | 11,1                                | 10,5                                | 12,2                                | 13,2                                | 15,3                                | 16,7                                | 18,6                                | 15,2                                |
| Temperatura mínima média (°C)                                                                                            | 14,9                                | 14,9                                | 13,7                                | 11,3                                | 8                                   | 6,7                                 | 6                                   | 7,2                                 | 8,4                                 | 10,8                                | 11,8                                | 13,8                                | 10,6                                |
| Temperatura mínima recorde (°C)                                                                                          | 5,5                                 | 5                                   | 1,8                                 | 0                                   | −4,2                                | −6,2                                | −7,2                                | −8                                  | −4,2                                | −1                                  | 1                                   | 2,2                                 | −8                                  |
| Precipitação (mm) | 178,7                               | 164,6                               | 121,7                               | 111,9                               | 118,9                               | 135                                 | 177,9                               | 128,4                               | 165,9                               | 188                                 | 138,1                               | 157                                 | 1 786,1                             |
| Dias com precipitação (≥ 1 mm)                                                                                           | 13                                  | 13                                  | 11                                  | 9                                   | 9                                   | 9                                   | 10                                  | 9                                   | 11                                  | 12                                  | 11                                  | 12                                  | 129                                 |
| Umidade relativa compensada (%)                                                                                          | 79,5                                | 80,4                                | 80,7                                | 80,9                                | 82,9                                | 82,7                                | 80                                  | 74,9                                | 77,6                                | 78,7                                | 76,2                                | 77,1                                | 79,3                                |
| Insolação (h) | 190,1                               | 169,5                               | 189                                 | 167,5                               | 147,6                               | 124,2                               | 151,9                               | 166,8                               | 152,9                               | 159,4                               | 200,6                               | 202,3                               | 2 021,8                             |
| Fonte: INMET (normal climatológica de 1991-2020; recordes de temperatura: 05/02/1961 a 14/04/1964 e 01/12/1968-presente) |                                     |                                     |                                     |                                     |                                     |                                     |                                     |                                     |                                     |                                     |                                     |                                     |                                     |

## Turismo
Principais pontos turísticos:
- Barragem Rio dos Touros
- Cachoeira da Usina
- Rota das Cascatas
- Funil da Água Branca
- Museu Municipal de Bom Jesus